# Andrea Torre
Andrea Torre (Torchiara, 5 aprile 1866 – Roma, 27 marzo 1940) è stato un giornalista e politico italiano, fu senatore del regno e Ministro della pubblica istruzione del Regno d'Italia nei governi Nitti I (14 marzo-22 maggio 1920) e Nitti II.

## Biografia
Figlio di Domenico Torre e Barbara Pavone, nonché nipote di Carlo Pavone, Andrea Torre svolse una rapida carriera nel settore del giornalismo: all'età di 28 anni, nel 1894 fu nominato direttore della Riforma, giornale di Francesco Crispi. Dal 1901 al 1906 fu redattore politico del Giornale d'Italia. Successivamente, dal 1906 al 1916, fu capo dell'ufficio di corrispondenza di Roma del Corriere della Sera. Nel 1917 passò al Messaggero dove fu autorevole opinionista. Agli inizi del 1922 fondò, con Giovanni Amendola e Giovanni Ciraolo il quotidiano Il Mondo, di cui fu il primo direttore. Nel novembre 1926 Torre fu chiamato alla direzione del quotidiano torinese La Stampa, carica che mantenne fino al febbraio 1929.
Fu eletto, nel 1916, presidente della Federazione italiana della stampa (il sindacato unitario dei giornalisti), carica in cui fu riconfermato nel 1917, 1918, 1919 e 1920.
Massone, ereditò il motto “definirsi o sparire” dal suo maestro spirituale e confratello, il filosofo Giovanni Bovio.